# Херманов дворац
Херманов Дворац, такође познат и као дворац Херман, дворац Нарва и тврђава Нарва (ест. Hermanni linnus), (рус. Нарвскиј замок, Замок Герман) је замак у Нарви, у источној Естонији. Основали су га 1256. године Данци, а први камени дворац саграђен је почетком 14. века. Немачки Ливонски ред купио је дворац 29. августа 1346. године и поседовао га већи део његове историје.Дворац Херман је најбоље очувана одбрамбена грађевина у Естонији. Површина дворца је 3,2 ха, а највиша тачка је висока кула од 51м.

## Историја
Иако тачна старост дворца Нарве и града и даље изазива несугласице међу историчарима, они се слажу у редоследу догађаја.
Прво, око 13. века, Данци, који су освојили Северну Естонију (види данску Естонију), саградили су дрвено гранично упориште поред прелаза преко реке Нарве и старог пута. Под заштитом упоришта, рано насеље се развило у град Нарва, који је права града добио у првој половини 14. века. Лифландови анали кажу да је Нарву основао убрзо након оснивања Ревела (око 1223) дански владар Естланда Дитрих фон Кивел. Већ 1294. ниче утврда на десној обали реке Нарве. Место је било изузетно прометно због трговине, па су ову утврду Руси из Новгорода опљачкали и спалили, а 1342. године освојили су и спалили и град Нарву. Почетком 14. века на северној страни упоришта направљено је мало двориште, а средином века је на западној страни додато велико двориште, где је грађанима било дозвољено да се крију у случају ратова, пошто град Нарва није био окружен зидом током данске владавине. 1347. дански краљ Валдемар III продао је Нарву са окружењем Ливонском реду за 19000 келнских марака. Нарва је била под влашћу реда Ливонаца до 1558. Град је за то време добио нове зидове са капијама и кулама. 
Херманова кула је такође довршена у време Реда, што је било потребно због изградње дворца Ивангород од стране Руса на супротној страни реке Нарве, 1492. године. Ред је град опколио зидом, који нажалост није сачуван (1777. године наређено је да се сруши). Стара конфронтација је обновљена. Узајамна гранатирања, свађе, несугласице око земљишта, рибарства итд. постала су уобичајена између ова два града.
Пред крај периода Реда, градски зид је дограђиван, капије су ојачане додавањем прагова, а неколико средњовековних зидних кула прилагођено је за употребу као посебне топовске куле или ронделе, од којих се две могу видети у реконструисаном облику у угловима западног двора замка.
Русија је 1558. године покренула Ливонски рат и почетком априла 1558. почео је артиљеријска сукоб између Нарве и Ивангорода. 11. маја у Нарви се појавио велики пожар, узрок тог пожара до данас није јасан. У том пожару изгубљени су сви градски архиви ливонског доба. Руси из Ивангорода брзо су прешли реку и заузели град. Након освајања, Москва је Нарву оспособила као главну трговачку луку на Балтичком мору.
1574. у Естланду су започели нови ратни сукоби између Швеђана и Руса. 1579. године Нарву су опсадли Швеђани под командом Горна. Године 1581. чувени Понтус Делагарди с великом шведском војском заузео је град. После два дана бомбардовања и жестоке олује Нарва је капитулирала. Близу 7000 Руса је убијено током те битке. Рат је завршен 1595. године. Крајем 1640. Нарва је обновљена и постала је главна трговачка лука Швеђана у њиховој источној трговини. Такође су обновљена утврђења и ојачана гарнизоном.
1655. отпочео је нови рат са Русијом. Руси су више пута су спаљивали околину Нарве. Поред тога, куга је опустошила Нарву и читаву јужну Балтичку обалу 1658. године. Изградња новог утврђења у Нарви започела је 1680. године под надзором познатог инжењера Ерика Далберга. Почетком 18. века Нарва је постала једна од моћних шведских тврђава.
1700. избио је Северни рат, али су Руси, на челу са Петром Великим, одбијени од Нарве. 1704. цар је извео нови напад, поробио град и преселио шведско становништво из Нарве у области Казањ и Вологда. Млади цар био је опседнут бродовима и сањао је да доминира морима. Након што је од холандских мајстора научио студије о бродоградњи, Петер је започео изградњу своје флоте. Усмерио је поглед на Нарву и контролу Балтика.
После Северног рата, војни значај Нарве почео је опадати и 1863. године тврђава је постала неважна. Град супротно томе наставља свој развој и постаје важно економско средиште производње тканина и кошуља. 1750. године преко Нарве је изграђена железница од Ст.Петерсбурга до Ревела (Талин).
После Другог светског рата, срушене су све старе зграде у граду, али око 1960. започиње реконструкција дворца Херман.

## Архитектура
Упориште из 14. века састојало се од горњег замка, великог одељења раздвојеног према западу јарком, и мањег одељења са северне стране. Горњи дворац је био четвороугао са масивном кулом са северозападне стране званом Високи Херман, висине преко 50 метара и дебљине зида од 4 метра. На западној и северној страни била су најстарија стамбена крила. Западно крило је најраније добило камене сводове у приземљу и на првом спрату. У овом крилу је била трпезарија и спаваоница. Сасвим неуобичајено за теутонске дворце, спаваћа соба била је у приземљу. На западном крилу касније је додата данска кула која штрчи из зида. Први спрат северног крила заузимале су приватне коморе монашких званичника. Капела је постављена на првом спрату замка куле. Комуникацију је омогућавао дрвени трем споља у дворишту. Првобитна капија била је на западној страни, међутим, у четрнаестом веку била је зазидана, а нова је пробијена са северне стране. Није сигурно како је изгледала источна страна утврђења, заштићена стрмим падином и реком, у почетку су овде могле бити само дрвене утврде.
У петнаестом веку је додато цело источно крило горњег замка, а на прелазу петнаестог и шеснаестог века последње јужно крило. У петнаестом веку, дворац су такође ојачали са две ниске, четворостране куле: једна на западном делу, а друга на источном зиду. Последња се уздизала над обалом реке, имала је функцију тоалета и у њој је био смештен бунар. Оба спољна одељења су такође добила утврђења. Мањи са северне стране био је увучен између дворца, града и реке. Са запада се граничио с другом, знатно обимнијом спољном грађевином, заштићеном са две цилиндричне угаоне куле и другом у јужном делу. До њега су водиле две капије: северна која је гледала на град и југозападна, која је водила директно изван утврда Нарве.
Упориште у Нарви данас је један од најбоље сачуваних двораца у Естонији и заједно са Ивангородом који се налази на другој страни граничне реке, одлично изгледа. Дворац је темељно обновљен након ратних оштећења, иако неке грешке нису избегнуте, на пример сачувани ренесансни прозори коришћени су као модел за реконструкцију готичких прозора.
Радови на рестаурацији започели су 1955. и још увек трају. Музеј Нарве од 1987. године смештен је у обновљеним собама дворца.

## Галерија
- Спољашњи зидови дворца Херман
- Дворац Херман
- Дворац Херман
- Музеј Нарва, оклоп из 17. века
- Дворац Херман